# Âm Dương gia
Âm Dương gia (giản thể: 阴阳家, phồn thể: 陰陽家, bính âm: Yīnyángjiā) là một trong những học phái chủ lưu tại Trung Quốc vào thời Đông Chu Chiến quốc. Học phái này lấy học thuyết Âm dương - Ngũ hành làm tôn chỉ, tên cổ là Âm Dương gia, cũng gọi là Ngũ Hành gia, Âm Dương Ngũ Hành gia.
Trong Luận lục gia yếu chỉ, Tư Mã Đàm liệt Âm Dương gia làm học phái đứng đầu lục gia; Hán thư - Nghệ văn chí liệt học phái này vào "cửu lưu".
Âm - Dương vốn chỉ hai hiện tượng / sự vật đối lập nhau, "một âm một dương gọi là đạo" (Chu Dịch - Hệ từ truyện). Âm Dương gia đem tác dụng mâu thuẫn của âm và dương suy diễn thần bí hóa.

## Tổng quan
Trâu Diễn được coi là người sáng lập ra Âm Dương gia. Học thuyết của ông cố gắng giải thích vũ trụ theo các lực cơ bản trong tự nhiên: sự bổ sung lẫn nhau của âm (tối, lạnh, nữ giới, tiêu cực) và dương (ánh sáng, nóng, nam giới, tích cực) cùng với ngũ hành (kim, mộc, thủy, hỏa, thổ). Trong những ngày đầu, học thuyết này có tầm ảnh hưởng lớn nhất tại nước Yến và Tề. Trong thời kỳ sau, học thuyết nhận thức luận này có ý nghĩa trong cả triết học và niềm tin phổ biến. Những lý thuyết do học phái này đưa ra được hấp thụ vào Đạo giáo và y học cổ truyền Trung Quốc. Các văn bản sớm nhất còn tồn tại về nó là Mã vương đôi và Hoàng Đế nội kinh.

## Nhân vật tiêu biểu
Trâu Diễn (305 - 240 TCN) là một nhà triết học Trung Quốc cổ đại nổi tiếng và là nhà tư tưởng đại diện Âm Dương gia trong thời đại Bách gia chư tử của triết học Trung Quốc; là học giả nổi tiếng của Tắc Hạ học cung ở nước Tề. Joseph Needham, một nhà tội phạm học người Anh đã mô tả Trâu Diễn là "người sáng lập thực sự của tất cả các tư tưởng khoa học Trung Quốc". Những lời dạy của ông đã kết hợp và hệ thống hóa hai lý thuyết trong thời Chiến Quốc: Âm Dương và Ngũ hành.
Trong triều đại nhà Hán, các khái niệm của học phái này được tích hợp vào hệ tư tưởng Nho giáo, Trương Thương (253 - 152 TCN) và Đổng Trọng Thư (179 - 104 TCN) là những nhân vật chính trong quá trình này.

## Lưu phái
Học phái Âm Dương gia sau thời Ngụy Tấn đã không còn tồn tại. Hán thư - Nghệ văn chí ghi lại Âm Dương gia có các tác phẩm tiêu biểu là "Nhị thập nhất gia, tam bách lục thập cửu thiên", nhưng đều không còn lưu truyền tới ngày nay. Nhưng từ Xuân Thu phồn lộ của Đổng Tọng Thư vẫn có thể nhìn đến một ít nội dung về học thuyết của Âm Dương gia.
Các tư tưởng "Âm Dương", "Ngũ hành" trong thời kỳ Chiến Quốc hợp nhất với tư tưởng Đạo gia, Phương Tiên đạo hình thành học phái Hoàng Đế; trong triều đại nhà Hán, dung hợp với học thuyết của Lão Tử hình thành Hoàng Lão đạo, về sau dần diễn biến trở thành Đạo giáo hiện tại.
Học thuyết của Âm Dương gia là một thành phần quan trọng trong hệ tư tưởng của Trung Quốc trong nhiều ngàn năm, nó cụ thể hóa sự ảnh hưởng của thế giới tự nhiên tới con người.